# Kalle Svensson
Karl-Oskar Svensson (11. listopadu 1925 – 15. července 2000) byl švédský fotbalový brankář. Mezi švédskými fanoušky byl známý pod přezdívkou Rio-Kalle (Karlík z Ria), inspirovanou jeho výkony na mistrovství světa ve fotbale 1950, které se konalo v Rio de Janeiro.

## Fotbalová kariéra
Chytal nejvyšší soutěž Allsvenskan za klub Helsingborgs IF. V lize debutoval jako osmnáctiletý a končil v 36 letech, celkově odehrál 349 zápasů a obdržel 575 branek. Nikdy nezískal titul, nejlepším umístěním Helsingborgu za jeho působení bylo druhé místo v letech 1949 a 1954. Po celou kariéru byl amatérem, pracoval jako hasič. Jako náhradník se účastnil olympiády 1948, kterou Švédové vyhráli. V roli brankářské jedničky hrál na mistrovství světa ve fotbale 1950 (3. místo), OH 1952 (3. místo) a na domácím mistrovství světa ve fotbale 1958 (postup do finále a tam prohra s Brazílií 2:5). V roce 1952 obdržel jako první gólman v historii cenu pro nejlepšího švédského fotbalistu roku Guldbollen. V roce 1999 byla před Olympiastadionem v Helsingborgu odhalena jeho socha od Risto Karvinena.

## Zajímavost
Jeho jméno nese rychlík Rio-Kalle z Malmö do Helsingborgu.